# Col·legiata de San Pedro de Sòria
La col·legiata de San Pedro, autèntica joia de l'arquitectura romànica castellana amb què compta la ciutat de Sòria (Espanya), acumula també el títol de cocatedral des de 1959, data a partir de la qual comparteix la seu catedralícia amb el Burgo de Osma.

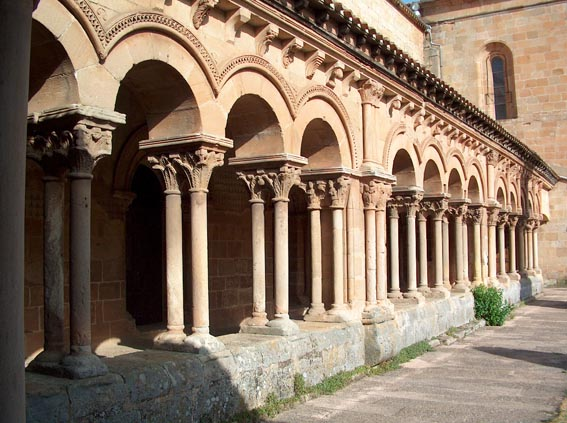
El claustre, ala oriental

La primitiva església va poder tenir el seu origen en els anys en què Alfons I el Bataller, ocupat en els assumptes castellans pel seu matrimoni amb Urraca I de Castella, va emprendre la repoblació de Sòria (1109-1114). El 1152, constituïts els canonges en comunitat monàstica sota el compliment de la regla de Sant Agustí, van decidir fer caure el temple antic i erigir-ne un de nou dotat a més a més d'un gran claustre i de les dependències pròpies d'un centre monacal. Tot això es va fer en el millor estil romànic imperant en la segona meitat del segle xii. Desafortunadament, l'església es va erosionar el 1520.
Immediatament, es van iniciar les obres de reedificació, que es van encarregar el mestre Juan Martínez Mutio. A finals de segle, amb la construcció del campanar va quedar culminada la nova col·legiata. Té cinc naus amb voltes de creueria suportades per columnes de secció circular. La portada plateresca actual és adossada al frontispici meridional del primitiu creuer i oculta, encara que són visibles des de l'interior, tres finestres pertanyents a l'època romànica.

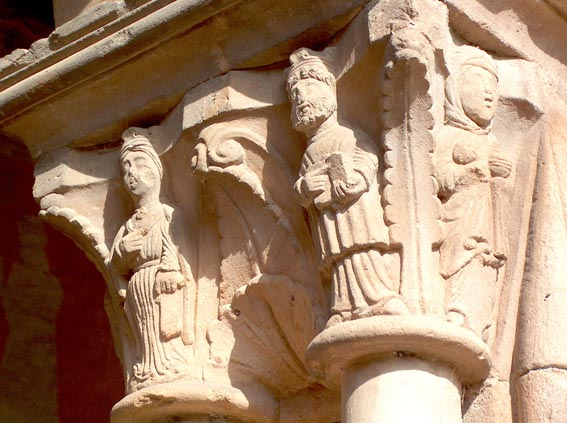
Detall d'un capitell

Les naus del temple romànic tenien una amplada total aproximada de 21 m, mentre que la longitud del creuer era de 35 m, la qual cosa suposava que aquest sobresortia uns 7 m en cada costat d'aquelles. L'església renaixentista es va construir amb amplada igual a la longitud del creuer de la primitiva, per la qual cosa els tancaments laterals van haver de desplaçar-se 7 m cap a l'exterior. Aquesta operació no va presentar cap dificultat en el costat sud lliure d'impediments, però no al nord, que estava adossat al claustre. Sense cap mirament ni estimació pel valor d'aquest claustre, del qual Gaya Nuño ha dit que és el més bell d'Espanya, per l'elegància de les proporcions, l'esveltesa de les arcuacions i la novetat de la seva decoració, en van fer caure l'ala meridional.
Sobre un pòdium corregut, s'assenta una successió de bases de grapes sobre les quals descansen parelles d'esveltes fustes rematades per capitells dobles, que suporten al seu torn els arcs de mig punt. Cada ala del claustre està dividida en diversos trams per elements prismàtics a què s'adossen primes columnes en dos ordres superposats de gran originalitat. Hi ha una gran varietat de capitells que inclouen diversos motius decoratius, des de vegetals, palmetes i roleus, fins a sirenes, grius, guerrers, a més d'escenes historiades.